# دمونته هارپر
دمونته هارپر (انگلیسی: Demonte Harper؛ زادهٔ ۲۱ ژوئن ۱۹۸۹) بازیکن بسکتبال اهل ایالات متحده آمریکا است.
از باشگاه‌هایی که در آن بازی کرده‌است می‌توان به سیبونا زاگرب، باشگاه بسکتبال کالو، و باشگاه بسکتبال گرن کاناریا اشاره کرد.